# Ulf Johansson Werre
Ulf Erland Johansson Werre, född 16 januari 1956 i Lövångers församling, är en svensk jazzmusiker som spelar piano, trombon och sjunger. Han har varit verksam såväl i Sverige som internationellt sedan 1970-talet.

## Biografi
Ulf Johansson Werre började spela trummor i poporkestrar som sexåring, upptäckte jazzen vid tio års ålder och övergick till piano som huvudinstrument. Han började spela trombon vid femton års ålder och blev engagerad i olika Uppsala-baserade storband.
Han gick på Lundellska skolan där han fick där utmärkelser för skolans bäste elev samt skolans musikstipendium. Han har senare instiftat ett musikstipendium, förvaltat av Nordea, för begåvade elever på Lundellska skolan. Han var som gymnasist medlem i Norrlands Nations showorkester Phontrattarne och sjöng i kören Pigor & Drängar. Han studerade medicin vid Uppsala universitet 1974–1976 och sjöng då i manskören Orphei Drängar, men valde att börja på den första utbildningen för jazzmusiker vid Kungliga Musikhögskolan i Stockholm.
Ulf Johansson Werre fick Sverige-Amerikastiftelsens musikstipendium och studerade vid University of Pittsburgh 1978-1980 under professor Nathan Davis. Han medverkade som pianist i Davis kvartett där även legendariska trumslagarna Joe Harris och Kenny Clarke ingick. Ulf ledde en egen trio/kvartett på Pittsburghs jazzklubb ”The Encore” och var ordförande i University of Pittsburgh Big Band och medverkade till en kulturutbytesresa till Trinidad och Tobago. 1981 utexaminerades han från Musikhögskolan och var från 1983 lektor i ensemblespel vid Musikhögskolan i Stockholm.
Han hade 1980 blivit fast trombonsolist i Gugge Hedrenius Big Blues Band som under åren 1980–1986 hade sin glansperiod med musiker som Mel Lewis, Hank Crawford, Jesper Thilo, Rolf Ericsson, Bosse Broberg, Bernt Rosengren, Willie Cook, Claes Janson m.fl. Han samarbetade under denna period med många olika artister t.ex. Rune Gustavsson, Egil Johansen, Nisse Sandström, Joe Newman, Harry "Sweets" Edison, Buddy Tate och Warren Vaché. Han ingick även i Arne Domnérus olika grupper, Swedish Radio Big Band, Radiojazzgruppen, Swedish Swing Quartet med Ove Lind, Lars Erstrand och Ronnie Gardiner. Ett mångårigt samarbete inleddes med Hacke Björksten.
Ulf Johansson Werre har rört sig fritt i musik, från New Orleans-stil över mainstream-jazz till hiphop-samarbete, samt experimentella sammanhang som Theatre Music Orchestra i Pittsburgh och Composers Orchestra initierad av Rikskonserter och Svensk Musik 1986. 1987 blev UJW frilansmusiker, hade egen trio med Jan Adefelt och Martin Löfgren, senare kvartett med Johan Hörlén, Hans Backenroth och Ronnie Gardiner, samt ledde en grupp tillsammans med trumpetaren Fredrik Norén. Under senare delen av 80-talet hade UJW flera uppdrag för Rikskonserter och länsmusikstiftelser såväl i egenskap av solist, orkesterledare som pedagog, bl.a. för Jazz i Skåne-projektet.
Han var 1990–1991 tillsammans med professor Erik Kjellberg kurslärare på kursen "Jazzens historia och musikaliska tekniker" vid Uppsala universitet, och var även timlärare på Vasaskolan i Gävle 1999–2005. 1991 blev Ulf medlem i Swedish Swing Society med Lars Erstrand, Antti Sarpila och Björn Sjödin, och han driver en kvartett med Klas Lindqvist, Kenji Rabson och Calle Rasmusson. Ulf var kapellmästare på Café Umeå i TV2 1994–1995. 2003 var Ulf Musical Coordinator vid Swedish-American Entrepreneurial Days i Minnesota.
Han har ofta framträtt som solist med olika storband och medverkat i ett stort antal skivinspelningar, TV- och radioframträdanden. UJW har även samarbetat med dansare; The Pittsburgh Dance Alloy, The Rhythm Hot Shots, Marlene Skogh Dance Company, The Harlem Hot Shots, Mess Around m.fl. Han har uppträtt på festivaler i ett flertal länder i Europa och Nordamerika.
Sedan 2004 är Ulf Johansson Werre anställd som konstnärlig ledare vid Uppsala universitet för Uppsala University Jazz Orchestra (UUJO) samt arbetar i egen regi som solist, orkesterledare, kompositör, arrangör och pedagog.

## Diskografi
- 1977 – Swinging Dixielind (med Ove Lind)
- 1977 – Pigor & Drängar
- 1979–87 – Louis Armstrong’s “50 Hot Choruses”
- 1980 – Sandvik Big Band
- 1981 – Gloomy Eyes (Swedish Radio Big Band)
- 1982 – Fireworks (Weatherbird Jazzband med Bent Persson)
- 1985 – Christl Mood (Willie Cook and the Young Swedes)
- 1985 – Swinging the Blues (John Högman m.fl.)
- 1986 – Jazz Delivery (med Mel Lewis, Hacke Björksten)
- 1987 – Festival Ballroom (Gugge Hedrenius Big Blues Band)
- 1987 – Secret love: A playroom for jazz (Arne Domnérus m.fl.)
- 1988 – Salsta Jazz (Titti Sjöblom med Arne Domnérus trio)
- 1989 – Live at Salsta Castle (Swedish Swing Quartet)
- 1990 – Dompan at the Savoy (Arne Domnérus Quartet featuring Ulf Johansson)
- 1991 – Trackin' the Wulf
- 1991 – Jazz from Sweden, North American Tour (blandade artister)
- 1992 – Big Band Wulf (med Sandviken Big Band)
- 1992 – Hot Hats Including Fats (med Arne Domnérus, Charlie Norman m.fl.)
- 1993 – Solo Flight (The Wobbling Woodwinds featuring Ulf Johansson)
- 1994 – Hot Time in Umeå (med Antti Sarpila, Ronnie Gardiner)
- 1997 – The Wild and the Mild (Ulf Johansson Werre Trio)
- 1998 – Stealin'Apples (med Antti Sarpila, Jan Adefelt, Martin Lövgren)
- 2000 – The Great Trombone of Ulf Johansson Werre
- 2000 – Absolute Jazz 1 o 2 (Swedish Jazz Salutes in Carnegie Hall)
- 2000 – For Lovers Only (Ulf Johansson Werre Trio)
- 2001 – Louis Goes to Church (Swedish Swing Society)
- 2001 – Runnin'Wild in New York (Swedish Swing Society)
- 2003 – Jazz from The Top (Euro Top 8)
- 2003 – The Great Gershwin Party (Ulf Johansson Werre Big Band Explosion)
- 2004 – The Great Big Band Party (Ulf Johansson Werre Big Band Explosion med Putte Wickman, Mandy Gaines)
- 2010 – At Home (Swedish Swing Society)
- 2014 – Piano Magic Volume One
- 2014 – Piano Magic Volume Two
- 2015 – Bongo Universe (Uppsala University Jazz Orchestra)
- 2015 – TOP THREE (Hacke Björksten, Ulf Johansson Werre och Hans Backenroth)

## Utmärkelser och stipendier (urval)
- 1976 – Armstrongstipendiet[2]
- 1978 – Sverige-Amerikastiftelsens stipendium[3]
- 1995 – Harry Arnold Sällskapets jubileumsstipendiat[4]
- 2004 – SKAP:s (Sveriges kompositörer av populärmusik) kompositionsstipendium[5]
- 2005 – Kulturnämndens i Uppsala kommun Stora Arbetsstipendium[6]
- 2006 – Musikens Hus Vänners i Uppsala hedersstipendium[7]
- 2009 – Torgny Segerstedts kulturstipendium[8]